# Jesús Loroño
Jesús Loroño Artega (Larrabetzu, 10 januari 1926 – aldaar, 12 augustus 1998) was een Spaans-Baskische wielrenner en de grote rivaal van Federico Bahamontes. Zijn beste jaar was 1957, toen hij de Vuelta won en vijfde werd in de Tour.
Als Bask moest hij gedurende zijn hele carrière knechten voor de Castiliaan Bahamontes, maar hij kon Bahamontes toch flink het leven zuur maken. Dit kwam vooral doordat hij ook kon tijdrijden en dalen, terwijl Bahamontes daar niet zo bedreven in was. Dat Loroño kon dalen bewees hij in de Tour van 1953, in de etappe naar Cauterets, waar hij in de afdaling Hugo Koblet achterliet en alleen doorging. Hij won uiteindelijk ook de bergprijs.
Andere belangrijke overwinningen behaalde hij in de Ronde van het Baskenland (2x) en de Ronde van Catalonië.

## Belangrijkste overwinningen
1947
- Subida al Naranco

1949
- Circuito de Getxo
- Subida a Arrate

1951
- 7e etappe Ronde van Catalonië
- 8e etappe Ronde van Catalonië

1953
- 10e etappe Ronde van Frankrijk
- Bergklassement Ronde van Frankrijk

1954
- Spaans Klimkampioenschap op de weg, Elite

1955
- 5e etappe Ronde van Catalonië
- 7e etappe Ronde van Catalonië

1956
- 3e etappe Ronde van Asturië
- Bergklassement Ronde van Asturië

1957
- 3e etappe Ronde van Catalonië
- Eindklassement Ronde van Catalonië
- 13e etappe Ronde van Spanje
- Eindklassement Ronde van Spanje

1958
- 13e etappe deel a Ronde van Spanje; + Guido Carlesi

## Resultaten in voornaamste wedstrijden
| Jaar | Ronde van Italië | Ronde van Frankrijk | Ronde van Spanje |
| ---- | ---------------- | ------------------- | ---------------- |
| 1948 |                  |                     | 21e              |
| 1950 |                  |                     | 10e              |
| 1952 | opgave           |                     |                  |
| 1953 | 43e              | 50e (1)             |                  |
| 1954 | 24e              |                     |                  |
| 1955 |                  | 20e                 | 4e               |
| 1956 |                  | 29e                 | ↑                |
| 1957 |                  | 5e                  | ↑ (1)            |
| 1958 | 7e               |                     | 8e (1)           |
| 1959 |                  |                     | 18e              |
| 1960 |                  | 21e                 | 9e               |
| 1961 |                  |                     | 10e              |
| 1962 |                  |                     | 13e              |

| Jaar | Parijs-Roubaix |  | WK op de weg |  | Wereldranglijsten |
| ---- | -------------- |  | ------------ |  | ----------------- |
| 1948 |                |  |              |  |                   |
| 1950 |                |  |              |  |                   |
| 1952 |                |  |              |  |                   |
| 1953 |                |  | 24e          |  |                   |
| 1954 | 112e           |  |              |  |                   |
| 1955 |                |  |              |  |                   |
| 1956 |                |  |              |  |                   |
| 1957 |                |  |              |  | 24e (CDC)         |
| 1958 |                |  |              |  | 24e (CDC)         |
| 1959 |                |  |              |  |                   |
| 1960 |                |  |              |  |                   |
| 1961 |                |  |              |  |                   |
| 1962 |                |  |              |  |                   |

## Ploegen
- 1948 - Insecticidas Z.Z.
- 1952 - Torpado
- 1953 - Fiorelli
- 1953 - Splendid
- 1954 - Bacares Americanos
- 1954 - Terrot-Hutchinson
- 1954 - La Perle-Hutchinson
- 1955 - Faema-Guerra
- 1955 - Gamma
- 1956 - Splendid-d'Alessandro
- 1957 - CIL Bicicletas-Indauchu
- 1957 - Gamma
- 1958 - Faema-Guerra
- 1960 - Faema
- 1960 - Brandy Majestad
- 1961 - Ferrys
- 1961 - Brandy Majestad
- 1962 - Funcor-Munguia